# Maripí

Localização de Maripi no departamento de Boyacá.

Maripi é um município no departamento de Boyacá, na Colômbia.